# Wiener Schachklub
Der Wiener Schachklub (ursprünglich Wiener Schach-Club), der von 1897 bis 1938 existierte, war in seiner Blütezeit vor dem Ersten Weltkrieg einer der führenden Schachvereine der Welt. Der Verein war Nachfolger der bereits 1857 gegründeten Wiener Schachgesellschaft und aus deren Fusion mit dem Neuen Wiener Schach-Club entstanden.

## Die Wiener Schachgesellschaft
In Wien hatte sich das Schachleben in der ersten Hälfte des 19. Jahrhunderts in Kaffeehäusern abgespielt. Erst am 1. Oktober 1857 kam es zur Gründung eines ordentlichen Vereins, der Wiener Schachgesellschaft, die eine schnelle Aufwärtsentwicklung nahm. Seit 1858 wurden jährliche Vereinsturniere ausgetragen. Das erste Turnier gewann Ernst Pitschel, die folgenden Carl Hamppe, schließlich blieb der junge Wilhelm Steinitz beim Turnier 1861/62 siegreich.
Nach zunächst wechselnden Spielorten nahm die Schachgesellschaft, deren Mitgliederzahl bereits auf über hundert gestiegen war, 1864 ihren Sitz in einem Lokal in der Bräunerstr. 9. Der Verein war von der aktiven Mitwirkung adeliger Mitglieder und Vertreter der Bürokratie und des gehobenen Bürgertums geprägt. Hohe Mitgliedsbeiträge trugen zur Exklusivität bei. Ein weiterer Aufschwung trat ein, als Baron Albert von Rothschild 1872 als Präsident und Schirmherr an die Spitze des Vereins trat. Rothschild, der seit 1874 die Rothschild-Bank führte und als reichster Mann Österreichs galt, förderte viele Meisterspieler, darunter Miksa Weiß, Berthold Englisch, Adolf Schwarz und Bernhard Fleissig.
Neben Baron Rothschild fungierte Ignatz von Kolisch als weiterer Mäzen und Vizepräsident der Schachgesellschaft. Kolisch, der sich als Weltklassespieler vom Turnierschach zurückzog, hatte es Anfang der 1870er Jahre mit Hilfe Rothschilds in Paris zu großem Erfolg im Bankgeschäft gebracht. Vor diesem Hintergrund – Rothschild und Kolisch spendeten größere Summen – standen die Mittel zur Verfügung, um während der Weltausstellung in Wien vom 19. Juli bis 29. August 1873 das erste internationale Schachturnier Österreichs zu veranstalten. Sieger war Steinitz vor Joseph Henry Blackburne und Adolf Anderssen.
Zur Feier ihres 25-jährigen Bestehens organisierte die Wiener Schachgesellschaft vom 10. Mai bis 26. Juni 1882 ein weiteres gutdotiertes internationales Turnier, das hauptsächlich wegen der Unterstützung durch Baron Kolisch zustande kam. Den Sieg unter achtzehn Meistern teilten sich Steinitz, der nach mehrjähriger Unterbrechung das aktive Schach wieder aufnahm, und Simon Winawer. Unter den Preisträgern waren ferner James Mason, George Henry Mackenzie, Johannes Zukertort und Blackburne.
Mit den großen Vereinsturnieren und den internationalen Kongressen erwies sich der Verein als treibende Kraft des Wiener Schachlebens. Eine erste Initiative zur Gründung eines österreichischen Schachbundes Anfang der 1870er Jahre führte allerdings nicht zum Erfolg. Aufsehen erregte ein Korrespondenzwettkampf der Wiener Schachgesellschaft mit dem City of London Chess Club, dessen Partien der inzwischen dort ansässige Steinitz führte. London gewann das Match, das von 1872 bis 1874 dauerte, mit einem Sieg und einer Remispartie.

## Fusion mit dem Neuen Wiener Schach-Club
Im Jahr 1888 konstituierte sich mit dem Neuen Wiener Schach-Club eine ernsthafte Konkurrenz. Der jüngere Klub warb mit geringeren Mitgliedsbeiträgen und öffentlichkeitswirksamen Schachveranstaltungen und Schaukämpfen bekannter Meister erfolgreich um Mitglieder.
Diese Situation bestand indes nur einige Jahre. Schließlich wurden beide Vereine 1897 zum Wiener Schach-Club vereinigt, womit eine Blütezeit des Wiener Schachlebens einsetzte. Neben dem Café Central blieb fortan der Wiener Schachklub bis zum Ersten Weltkrieg unangefochtener Mittelpunkt der österreichischen Schachszene.

## Entwicklung des Schachklubs bis 1914
Der Verein profitierte bis zum Ersten Weltkrieg von der unerhört günstigen finanziellen Lage. Die Jahresberichte des Schachklubs schlossen regelmäßig mit der Feststellung, dass das entstandene Defizit von Rothschild ausgeglichen wurde. Zugleich wahrte der Verein durch einen hohen Mitgliedsbeitrag eine soziale Zutrittsschranke.
Als „Sekretär des Vereins“ wirkte bis 1923 der Meisterspieler und Schachpublizist Georg Marco. Dieser war zugleich Chefredakteur der 1898 gegründeten Wiener Schachzeitung, deren erste vier Jahrgänge mit dem Untertitel „Organ des ‚Wiener Schach-Club‘“ erschienen.
Der Schachklub diente der Ober- und Mittelschicht der Kaiserstadt zudem als intellektueller Treffpunkt. In seiner Hochzeit um 1910 hatte der Klub sechshundert Mitglieder und war eines der internationalen Zentren des Schachspiels. In diesem Jahr bezog der Verein im Palais Herberstein auf zwei Stockwerken ein vornehmes Domizil. Hier standen den Mitgliedern mehr als zwanzig Säle zur Verfügung, einschließlich Restaurationsräumen für Raucher und Nichtraucher, Lesezimmer, Damen- und Billardsalon.
Höhepunkte der Vereinsgeschichte waren die internationalen Turniere, allen voran das „Kaiser-Jubiläumsturnier“, das aus Anlass des Goldenen Thronjubiläums von Kaiser Franz Joseph stattfand. An dem doppelrundigen Turnier nahmen zwischen dem 31. Mai und 30. Juli 1898 zwanzig Spieler teil. Nach einem Stichkampf der beiden punktgleich Bestplatzierten gewann Siegbert Tarrasch vor Harry Nelson Pillsbury.
Ein ungewöhnliches Ereignis war das Gambitturnier des Wiener Schachklubs von 1903. In allen Partien war vorgeschrieben, dass die Teilnehmer das angenommene Königsgambit (1. e2–e4 e7–e5 2. f2–f4 e5xf4) spielen sollten. Es siegte Michail Tschigorin vor Frank Marshall und Georg Marco. Im Jahr 1908 richtete der Verein wiederum ein internationales Turnier aus. Diesmal gewannen punktgleich Oldřich Duras, Géza Maróczy und Carl Schlechter, auf dem vierten Platz folgte Akiba Rubinstein.
Der begabteste Meister des Wiener Schachklubs war zweifellos Carl Schlechter. Seine Partien galten als Musterbeispiel der Wiener Schachschule, eines positionellen, auf Verteidigung bedachten Spielstils, der maßgeblich im Wiener Schachklub entwickelt wurde. Der im Jahr 1910 ausgetragene Titelkampf zwischen Schachweltmeister Emanuel Lasker und Schlechter fand zur Hälfte in Wien und Berlin statt. Dabei wurden drei Partien in den Räumlichkeiten des Wiener Schachklubs absolviert. Der Kampf endete unentschieden (1:1, = 8), was Lasker zur Titelverteidigung genügte.

## Die Trebitsch-Turniere
Ein besonderes Kapitel sind die sogenannten „Trebitsch-Turniere“. Leopold Trebitsch, der neben Baron Rothschild maßgebliche Mäzen des Vereins, starb 1906. Ihm zu Ehren stiftete sein Sohn Oskar Trebitsch einen Fonds, aus dem ein regelmäßiges Schachturnier des Wiener Schachklubs finanziert wurde. Als der Klub 1916 das hinterlegte Kapital überwiegend in Kriegsanleihen belegte, ging ein Großteil des Geldes verloren.
Später stellte Oskar Trebitsch erneut Beiträge zur Verfügung und machte damit die Weiterführung des Serienturniers möglich. Insgesamt sind zwanzig Trebitsch-Turniere bis 1937/38 nachweisbar. Die letzten Trebitsch-Turniere wurden dann seit Anfang der 1930er Jahre vom Schachklub Hietzing durchgeführt.

## Niedergang nach dem Ersten Weltkrieg
Nach dem Weltkrieg konnte der Wiener Schachklub nicht mehr an seinen früheren Glanz anknüpfen. Der Verein hatte in dieser von wirtschaftlicher Not belasteten Zeit mit seinem großbürgerlichen Image zu kämpfen. Das Schachleben in Wien wurde zudem von neu gegründeten Vereinen bestimmt, die unterschiedlichen politischen Lagern nahestanden. An der Spitze stand der Deutsche Schachverein Wien, den Anfang der 1930er Jahre der erwähnte Schachklub Hietzing in der Führungsstellung ablöste. Viele jüdische Schachspieler gehörten ferner der Schachsektion des SC Hakoah Wien an.
Das letzte gedruckte Mitgliederverzeichnis des Wiener Schachklubs umfasste 1927 noch dreihundert Namen, darunter die Schriftsteller Alfred Polgar und Felix Salten. Zuletzt hatte der Verein seinen Sitz in einer großbürgerlichen Wohnung in der Zedlitzgasse 8. In den letzten Jahren war er zunehmend inaktiv. Schließlich wurde der Wiener Schachklub 1938 – im Jahr des Anschlusses – aufgelöst, weil er überwiegend aus jüdischen Spielern bestand. Dem traurigen Ende fiel auch die große Vereinsbibliothek zum Opfer. Dabei ging umfangreiches Archivmaterial zur Schachgeschichte Wiens verloren.